# Total Mosh
Total Mosh es una banda de hardcore -metal industrial y Nu-metal, formada el año 1995 en Santiago de Chile. Sus fundadores fueron Rodrigo Peñafiel (guitarra), Sergio Berríos ( vocalista )
```
Rodrigo Sánchez (Batería) y  Francisco Cruzat (guitarra) .   Álvaro Morales en samplers y teclados (Halugar -128 bajos) y el bajista, Christian Guzmán reemplazado temporalmente por Sergio Herrera, hasta que llegase finalmente Marcelo Herrera, para ser el bajista definitivo a principios de 1997, proveniente de la banda Sarcoma. Hoy en día Marcelo Herrera se radica en buenos aires trabajando en una empresa del rubro del café con un perfil mucho más bajo.
```

Se les considera de las primeras bandas de "(Metal Industrial) y Aggro Metal que existieron en Chile y una de las primeras en grabar en el país, siendo contemporáneos Rekiem y Dracma.
Con su explosivo primer disco "Violencia Necesaria", que fue grabado por Mariano Pavéz en estudios HYT, firmaron contrato con Warner Music, y que los llevó a abrir el único show en Chile de la banda Pantera, de su gira "101 Proof", siendo una verdadera consolidación en 1998.
La banda tomó un breve receso en 1999, tras la partida de Sergio Berríos y Álvaro Morales y comenzó a trabajar en un nuevo disco con Osvaldo Quinteros, ahora en voces y el argentino Raúl Carmona en samplers y teclados, que los haría experimentar más en el género "Nu metal", que entró muy fuerte a mitad de los ´90. Yerko Galinovic, reemplazó por un tiempo en bajo, y se compuso en su totalidad el disco "Terror Activo" en 2001. El disco se grabó durante 2001, pero la primera mezcla del disco no fue de conformidad de la banda y finalmente Marcelo Herrera volvió a la banda, se borraron todos los bajos grabados y se regrabaron por completo, junto con una re mezcla final del disco hecha en Sade Estudios, hecha por Juan Pablo Donoso y Marcelo, que finalmente vio la luz en 2002, bajo el sello Toxic Records Chile.
La banda tocó incansablemente durante 2003-2005, y en medio de la gira, se empezaron a componer los primeros acordes del disco "Génesis". Raúl decidió tomar otro rumbo y se invitó a tocar a Fernando Salinas los teclados del nuevo disco que fue compuesto en su totalidad por la formación ya estable y que fue publicado por Toxic Records nuevamente, en 2006.
A fines de 2008, la banda decidió separarse, solo haciendo algunos conciertos durante 2014 a 2016. A fines de 2016, el líder y fundador Rodrigo Peñafiel, decidió dejar la banda para dedicarse su familia y Total Mosh decidió volver a las pistas en festivales locales el año 2018 y se han mantenido vigentes hasta a la actualidad, con el incorporado Carlos Vergara en guitarra, amigo de la banda por años.
En plena pandemia (2020), fue la primera banda chilena en tocar en vivo en un formato casi desconocido llamado "Streaming" y mostrando su vigencia, sacaron un nuevo sencillo en 2021, después de 15 años sin entrar al estudio, llamado "Libre", que será parter su cuarto disco a publicarse en 2023.
Actualmente el bajista Marcelo Herrera vive en argentina y trabaja en una empresa del rubro del café con un perfil mucho más bajo.

## Discografía
- Violencia Necesaria (1997)

1. Intro
2. Violencia Necesaria
3. Matriz de Muerte
4. Total Caos
5. Sangre India
6. Crimen
7. Intro 2
8. Forma Suicida
9. Resistencia
10. Reacción Violenta
11. En Muerte
12. Infernal

- Terror Activo (2003)

1. Intro
2. Enemigo
3. Revólver
4. Sobre mi Sangre
5. Conflicto (Jihad)
6. 12 Disparos
7. Renacer
8. V.I.H.
9. No Gravedad
10. Holocausto Caníbal
11. Trauma
12. Terror Activo
13. Oscuridad

- Génesis (2006)

1. B151
2. Factor Inhumano
3. Sentencia
4. Doctrina (Homenaje Héroes de Antuco)
5. Necrosistema
6. Ilusión
7. Rebelión
8. Orden del Caos
9. Detonación Frontal
10. Ángel de Insurrección
11. Génesis

## Miembros
Antiguos
- Sergio Berrios (Voz) 1995-1999
- Rodrigo Sánchez (Batería) 1995-2000
- Christian Guzmán (Bajo) 1995-1996
- Fernando Salinas (Teclados) 2006-2007
- Rodrigo Penafiel (Guitarra) 1995-2016
- Raúl Carmona (Teclados/Samplers) 2001-2004

Actuales
- Osvaldo Quinteros (Voz) 2000 -  Actualidad
- Marcelo Herrera (Bajo) 1995-  Actualidad
- Felipe Zavala (Batería) 2000-  Actualidad
- Carlos Vergara (Guitarra) 2018-  Actualidad

- Datos: Q6151090